# Indie na Letniej Uniwersjadzie 2007
Indie na Letniej Uniwersjadzie w Bangkoku reprezentowało 16 zawodników. Indusi zdobyli 2 medale (1 złoty i 1 brązowy).

## Medale

### Złoto
- Sarao Harveen – strzelectwo, pistolet pneumatyczny

### Brąz
- Drużyna strzelczyń – pistolet pneumatyczny